# Libotov
Libotov település Csehországban, Trutnovi járásban. Libotov Doubravice, Dubenec, Dvůr Králové nad Labem és Hřibojedy településekkel határos. Lakosainak száma 174 fő (2024. január 1.).

## Népesség
A település lakosságának változását az alábbi diagram mutatja:
| Lakosok száma | 446  | 362  | 390  | 260  | 193  | 171  | 184  | 187  | 159  | 174  |
|               | 1869 | 1900 | 1921 | 1961 | 1980 | 2011 | 2016 | 2019 | 2021 | 2024 |